# Clement Waltener
Clement Waltener (* 1. März 1996) ist ein ehemaliger luxemburgischer Eishockeyspieler, der zuletzt 2013/14 bei Tornado Luxembourg in der vierten französischen Liga spielte.

## Karriere
Clement Waltener begann seine Karriere bei den Hiversport Luxembourg, für die er in der Spielzeit 2011/12 in der luxemburgischen Eishockeyliga debütierte. Daneben spielte er mit der U18-Mannschaft des Clubs auch in der dritthöchsten französischen Jugendspielklasse. 2013 wechselte er zum Rekordmeister Tornado Luxembourg, für den er in der viertklassigen französischen Division 3 spielte. 2014 beendete er im Alter von erst 18 Jahren seine Karriere.

### International
Für Luxemburg nahm Waltener an den Welttitelkämpfen der Division III 2012, 2013 und 2014, als er nicht nur zum besten Verteidiger des Turniers gewählt wurde, sondern mit neun Punkten auch bester Scorer unter den Defensivspielern war, teil.

## Erfolge und Auszeichnungen
- 2014 Bester Verteidiger bei der Weltmeisterschaft der Division III